# Mikhail Segal
Mikhail Segal (russisk: Михаил Юрьевич Сегал) (født 3. januar 1974 i Orjol i Sovjetunionen) er en russisk filminstruktør og manuskriptforfatter.

## Filmografi
- Frants + Polina (Франц + Полина, 2006)[2][3]
- Rasskazy (Рассказы, 2012)
- Kino pro Aleksejeva (Кино про Алексеева, 2014)